# 攻めていこーぜ!/傷口
「攻めていこーぜ!/傷口」（せめていこーぜ!/きずぐち）は、2015年9月2日にSPEEDSTAR RECORDSから発売された斉藤和義44作目のシングル。

## 解説
2014年のMANNISH BOYSの活動を経て前作から2年振り、「君は僕のなにを好きになったんだろう/ベリー ベリー ストロング〜アイネクライネ〜」以来8年振りのダブル表題曲シングル。
ハウスウェルネスフーズ「ウコンの力」TV-CMソングと日本テレビ系木曜ドラマ「婚活刑事」の主題歌で、どちらも今回の為に書き下ろされた。
「攻めていこーぜ!」のMV撮影ではInstagram連動のプロモーションが行われ、リアルタイムの中継により撮影現場には約2,000人のファンが集まった。
C/W曲「キミの涙」は、斉藤が加山雄三の楽曲「夜空の星」から着想を得て制作。2016年4月の『加山雄三55周年記念“ゴー!ゴー!若大将FESTIVAL”』に斉藤がゲスト出演した際には、加山本人と共にこの2曲を演奏した。加山のオリジナル・アルバム『DEDICATED to KAYAMAYA YUZO』にも収録された。
通常盤と初回限定盤の2形態で発売。初回限定盤は斉藤和義仕様スペシャルピック10個入特製紙ジャケット仕様での発売。

## 収録曲
全曲　作詞・作曲・編曲：斉藤和義
1. 攻めていこーぜ!（3：55）
ハウスウェルネスフーズ「ウコンの力」TV-CMソング。
2. 傷口（4：44）
日本テレビ系木曜ドラマ「婚活刑事」主題歌。
3. キミの涙（2：02）
4. ダイアモンドリング（2：49）